# Provincia Diyarbakır
Provincia Diyarbakır este o provincie a Turciei cu o suprafață de 15,355 km², localizată în partea de est a țării.

## Districte
Adana este divizată în 14 districte (capitala districtului este subliniată):
- Bismil
- Çermik
- Çınar
- Çüngüș
- Dicle
- Diyarbakır
- Eğil
- Ergani
- Hani
- Hazro
- Kocaköy
- Kulp
- Lice
- Silvan